# هندوستان پترولیوم
هندوستان پترولیوم (به انگلیسی: Hindustan Petroleum) شرکت نفت و گاز دولتی هندی است، که دفتر مرکزی آن در شهر بمبئی، مهاراشترا قرار دارد.
شرکت هندوستان پترولیوم در سال ۱۹۷۴ توسط دولت هند تأسیس شد و در سال ۲۰۱۲ در فهرست فورچون جهانی ۵۰۰ در رتبه ۲۶۷ از بزرگترین شرکت‌های جهان قرار داشت.